# 큰귀사냥개박쥐
큰귀사냥개박쥐(Otomops papuensis)는 큰귀박쥐과에 속하는 박쥐의 일종이다. 파푸아뉴기니의 토착종으로 걸프 주와 오로 주에서 발견된다. 겨우 11점의 표본이 알려져 있고, 탐사가 쉽지 않다. 우림 수관층에서 먹이를 구하며, 나무 구멍 속에서 둥지를 튼다. 현재 알려진 곳보다 더 널리 분포하는 것으로 추정되지만 추가적인 연구가 필요하다.